# Lipová-lázně
Lipová-lázně là một làng thuộc huyện Jeseník, vùng Olomoucký, Cộng hòa Séc.